# Parco della Resistenza (Milano)
Il parco della Resistenza, fino al 2013 denominato parco Baravalle, è un parco della città di Milano. È stato realizzato su un'area che dal 1919 sino agli anni sessanta era occupata da un quartiere popolare di villette unifamiliari, il Quartiere Villaggio giardino Baravalle, abbattuto per far posto all'area verde, la cui struttura è ricalcata dai viali del parco. Sul lato orientale esterno (viale Tibaldi) sono ospitati il centro civico, con biblioteca e uffici decentrati del comune, e una scuola materna.
Era dedicato alla memoria di Carlo Baravalle, che fu un noto educatore e scrittore. Al Baravalle erano già dedicati una via e il predetto quartiere, nell'area divenuta poi il parco.

## Destinazioni che cambiano
L'area su cui sorge il parco ha registrato, negli ultimi centovent'anni, radicali e talvolta repentine mutazioni d'uso. Fra il 1787 ed il 1895, sull'area dell'odierno parco, sorgeva il cimitero del Gentilino e all'inizio del secolo era destinata a edilizia popolare con la tipologia di villaggi. L'ultimo, sull'attuale superficie del parco, fu costruito su progetto dell'architetto Franco Marescotti nel primo dopoguerra per essere demolito nel 1964,tra le proteste degli abitanti. L'offerta abitativa della zona era elevata, ma modestissimo lo standard dei servizi e occorreva dare spazio a un'area verde e, soprattutto, a un attrezzato centro civico.

## Alberi e attrezzature
L'ailanto è presente qui come in altri parchi cittadini; è un albero imponente, dalla fioritura estiva abbondante, molto ombroso e decorativo, anche se emana un odore sgradevole. Tra le altre specie, ricordiamo: l'ippocastano, l'acero, l'olmo, il platano, il noce nero, alcune varietà di quercia, il tiglio e il ciliegio da fiore.
Il parco è attrezzato con un'ampia area giochi, affiancata da una giostrina per bambini e due campi da basket. Inoltre sono presenti un'ampia area cani, una Casa dell'acqua e una fontanella.